# Tord Kempe
Tord Ragnar Kempe, född 12 maj 1926 i Malmbergets församling, Norrbottens län, död 5 april 2005 i Söderköping, var en svensk inredningsarkitekt.
Kempe, som var son till ingenjör Ragnar Kempe och Alfhild Edström, avlade studentexamen i Stockholm 1945 och Slöjdföreningens skola i Göteborg 1948. Han anställdes vid AB Nordiska Kompaniets inredningsavdelning 1949 och bedrev egen konsulterande verksamhet som inredningsarkitekt i Stockholm från 1951.